# Jessie Ward
Jessie Ward (Point Pleasant, Nova Jérsei, 18 de fevereiro de 1982) é uma atriz estadunidense, mais conhecida por seu trabalho como Emma Crawford na telenovela Wicked Wicked Games. Em 2008, Ward foi escalada para interpretar Marilyn Culver, a protagonista do filme Rest Stop: Don't Look Back, além de Rebecca no filme Godspeed, que será lançado em 2009.

## Filmografia

### Televisão
- 2007 CSI: Crime Scene Investigation como Faith Maroney
- 2007 Wicked Wicked Games como Emma Crawford
- 2006 Desire como Penelope Sayers
- 2006 It's Always Sunny in Philadelphia como Brianna

### Cinema
- 2009 Godspeed como Rebecca Shepard
- 2008 Rest Stop: Don't Look Back como Marilyn Culver
- 1999 Merchants of Death como Mary